# Домналл I
Домналл I Конопатый (Домналл мак Эхдах, Домналл Брекк; гэльск. Domnall mac Echdach, англ. Donald the Freckled; погиб в 642) — король гэльского королевства Дал Риада в 629—642 годах.

## Биография
Впервые Домналл I, сын Эохайда I, упоминается в исторических источниках в 622 году, когда вместе с Коналлом Гутбинном он одержал свою единственную известную победу при Кент Делгтене.
Став после смерти своего отца в 629 году королём Дал Риады (возможно, совместно с родственником Ферхаром), Домналл разорвал союзный договор с ирландским кланом Кенел Конайлл (один из кланов Северных Уи Нейллов) и начал против него войну, но в 637 году был вместе со своим союзником, королём Ульстера Конгалом Кривым, разбит в сражении при Маг Рот верховным королём Ирландии Домналлом мак Аэдо. Кроме того, Домналл I дважды потерпел поражения от пиктов в 635 и в 638 годах. В 642 году он был также разбит королём Алт Клуита Эугейном I при Страткарроне. Во время этого сражения Домналл погиб. Таким образом, Домналл за время своего правления потерпел четыре крупных военных поражения.
Преемником Домналла I на престоле Дал Риады стал не его сын Домангарт, а его соправитель Ферхар I.